# Johan Carel Anno Bannink
Johan Carel Anno Bannink (1877 – Eibergen, 15 maart 1938) was een Nederlands militair en burgemeester van Zierikzee van 1929 tot 1934.

## Militaire loopbaan
Bannink volgde de Hogere Krijgsschool, voorloper van de Koninklijke Militaire Academie. In 1910 reist hij op het stoomschip Goentoer naar Nederlands-Indië, waar hij wordt geplaatst bij het substitentenkader in Batavia. In 1911 vertrekt hij voor zes maanden naar de opleidingsbrigade van de topografische dienst in Semarang, waarna hij in november van dat jaar bij de gewestelijke staf in Atjeh wordt gestationeerd ten tijde van de Atjehoorlog. Daar vervult hij de rol van adjudant van de militair commandant van Atjeh. Van 1913 tot 1915 is hij militair commandant van Riouw. In 1919 reist hij terug naar Nederland, waar hij gaat werken bij de ministeries van  Koloniën en Defensie. In 1926 vraagt hij pensioen aan bij het leger, dat hem eervol wordt verleend.

## Burgemeester van Zierikzee
Na theoretische voorbereiding op het burgemeestersambt, en valse geruchten van een post als burgemeester van de gemeente Horssen in Gelderland, wordt hij in 1929 benoemd als burgemeester van Zierikzee. Hij speelt een actieve rol bij de reorganisatie van de brandweer van Zierikzee na de in werking getreden waterleiding in Schouwen-Duiveland. Ook neemt hij het initiatief tot een sportpark dat in 1935 wordt geopend en nog steeds zijn naam draagt, net als de Banninklaan in Zierikzee. Bij zijn afscheid in 1934 wordt Bannink “op grootsche wijze” gehuldigd:
“in een zeer lange stoet, geopend door de Rij-vereeniging, waarachter het stedelijk muziekgezelschap Kunst en Eer, defileerden 23 verenigingen van allerlei aard langs den heer en mevrouw Bannink. […] Het kinderkoor van het Leger des Heils zong eenige liederen”

## Maatschappelijke betrokkenheid
Bannink mengde zich tijdens zijn militaire loopbaan actief in het publieke debat. Hij publiceerde verschillende artikelen in kranten en tijdschriften over oorlogsvoering en diplomatie in de kolonie. Naast zijn hoofdfuncties is hij daarnaast onder andere lid geweest van het hoofdbestuur van de Koninklijke Nederlandse Vereniging 'Ons Leger' en beschermheer van de Malangsche Voetbalbond.

## Enkele publicaties
- De verovering en pacificatie van Atjeh, in De Indische Gids, februari en maart 1912
- De verdediging van Nederlandsch-Indie is geen hopelooze zaak, in De Indische Gids, april 1915
- Onze diplomatieke en consulaire dienst in Oost-Azië in verband met de verdediging van Nederlands-Indië, in Militaire Spectator, nr. 50, 1910